# Desafinado
Desafinado (in italiano: Stonato) è una canzone brasiliana di genere bossa nova composta nel 1958 da Antônio Carlos Jobim e Newton Mendonça e registrata da João Gilberto il 10 novembre 1958 agli Odeon Studios di Rio de Janeiro. È considerato il brano musicale che ha cambiato la musica brasiliana in modo indelebile.
Negli ambienti conservatori si diceva che la composizione traeva evidenti spunti dalla musica jazz mentre altri affermavano che il brano era un'alternativa che modernizzava il panorama musicale brasiliano.

## La storia

### La genesi
Alla fine degli anni cinquanta, Antônio Carlos Jobim e il suo amico e collega Newton Mendonça passarono molto tempo insieme a comporre nuove canzoni. I due si alternavano al pianoforte a casa di Mendonça, spesso assistiti da sua moglie, e da questi incontri nacquero alcune delle più celebri canzoni del repertorio della nascente bossa nova: Foi a noite, Discussão, Meditação e Samba de uma nota só.
Anche se era già un affermato autore, avendo lavorato spesso con il poeta Vinícius de Moraes, e nonostante avesse un posto fisso come direttore musicale alla casa discografica Odeon, Antônio Carlos Jobim continuava a suonare nei locali notturni di Rio de Janeiro per arrotondare i magri guadagni come autore. Anche il pianista Newton Mendonça si guadagnava da vivere nello stesso modo. Uno dei crucci dei due musicisti era il fatto di essere costretti ad accompagnare tutte le sere cantanti che consideravano pessimi e questo, in qualche modo, li frustrava.
In uno degli incontri a casa di Mendonça, nel 1958, i due composero Desafinado, dedicandola a quei cantanti "stonati" che erano costretti ad accompagnare nelle nottate passate nei fumosi e spesso malfamati locali di Rio.
La canzone fu proposta a diversi cantanti, ma quando João Gilberto, reduce dall'incisione di Chega de saudade con Jobim, l'ascoltò, disse «È mia!». Desafinado fu registrata da Gilberto e uscì su un nuovo 78 giri alla fine del 1958. Poi comparve nel primo celebre album del cantante e chitarrista bahiano.
João Gilberto cantava baixinho, sottovoce, ma non era stonato. La sua versione di Desafinado fece scuola. Riuscì a far proprie e a domare le dissonanze della difficile composizione di Jobim e Mendonça con una naturalezza che contrastava con le "stonature" citate nel testo. I cantanti brasiliani ebbero così modo di capire come si cantava bossa nova.

### Il successo
Nel 1961, il chitarrista statunitense Charlie Byrd, durante una tournée in Brasile, ebbe modo di conoscere la bossa nova e di ascoltare i suoi principali esponenti. Al ritorno in patria si portò via una valigia di dischi brasiliani, tra i quali c'erano probabilmente quelli di João Gilberto. Li fece sentire a Stan Getz e al produttore discografico Creed Taylor. Il risultato fu l'incisione dell'album Jazz Samba il 13 febbraio del 1962 per la Verve Records.
Il 45 giri di Desafinado e l'album ebbero un successo clamoroso. La carriera di Stan Getz ebbe un rilancio insperato dopo un periodo piuttosto fiacco durante il quale il suo modo di suonare sembrava superato. Il celebre sassofonista divenne il principale esponente del nuovo stile che mescolava i nuovi ritmi brasiliani con il jazz più cool. Nei due anni successivi, sempre con la sua versione di Desafinado come cavallo di battaglia, incise altri dischi di jazz samba con la Verve, fino all'incontro con i brasiliani, quelli veri, che l'avevano ispirato.
Stan Getz vinse il Grammy for Best Instrumental Jazz Performance per Desafinado nel 1963. Presentando Desafinado durante i suoi spettacoli, il sassofonista la introduceva dicendo: «Questa è la canzone che pagherà gli studi all'università dei miei figli, tutti e cinque.»
Dopo il successo della versione strumentale di Stan Getz e Charlie Byrd, Creed Taylor fece subito incidere una versione vocale di Desafinado ai migliori cantanti della scuderia Verve. Il testo in inglese fu affidato a Jon Hendricks e Jesse Cavanagh e la canzone divenne Slightly Out Of Tune, anche se spesso è indicata solo come Off Key. Diversamente da altre canzoni brasiliane tradotte (come ad esempio Garota de Ipanema/The Girl From Ipanema), Desafinado mantenne comunque il suo titolo originale nella maggior parte dei dischi, forse perché composto da una sola parola.
Il primo a incidere il pezzo per la Verve Records fu la cantante jazz Pat Thomas con l'orchestra di Sammy Lowe (nella cui formazione suonavano anche mostri sacri come Johnny Hodges e Hank Jones) il 12 settembre del 1962. Subito dopo fu incisa da Ella Fitzgerald che ne realizzò una delle versioni più riuscite. Il pezzo fu registrato a Los Angeles il 1º ottobre del 1962 con l'orchestra di Marty Paich e sul lato B del 45 giri fu inserito un brano intitolato Stardust Bossa Nova che altro non era se non la celebre Stardust di Hoagy Carmichael rielaborata in chiave samba.
Nel corso del 1962 e anche per tutto l'anno successivo si moltiplicarono le incisioni di dischi jazz con ritmi brasiliani e, in quasi tutti, il pezzo forte era proprio Desafinado, ormai famosissima dopo il successo di Stan Getz. Anche jazzisti della vecchia guardia furono coinvolti dalla nuova moda. Tra questi Coleman Hawkins che lo stesso anno registrò l'album Desafinado - Coleman Hawkins Plays Bossa Nova & Jazz Samba per la Impulse! Records con un gruppo non del tutto all'altezza e molto in difficoltà con i nuovi ritmi.. Nemmeno la classe del grande sassofonista riuscì a rendere convincente il disco.
Nel 1962 anche il band leader Quincy Jones realizzò un disco "brasiliano" per la sua Mercury Records. Il disco, che conteneva una versione di Desafinado e degli altri successi di Bonfá e Tom Jobim, fu intitolato con poca fantasia Big Band Bossa Nova, esattamente come quello di Stan Getz con l'orchestra di Gary McFarland registrato nell'agosto dello stesso anno nel pieno del successo di Jazz Samba.
Altre versioni di Desafinado/Slightly Out Of Tune furono realizzate in chiave più pop da Herb Alpert e i suoi Tijuana Brass, specializzati in ritmi latini, nel loro primo album The Lonely Bull, e dalla cantante Julie London.
Dopo il famoso concerto di bossa nova del 21 novembre del 1962 alla Carnegie Hall di New York, molti dei musicisti che vi avevano preso parte si fermarono negli Stati Uniti. Tra loro, oltre a Sérgio Mendes, anche Antônio Carlos Jobim e João Gilberto che nel marzo del 1963 realizzarono il celebre album Getz/Gilberto con Stan Getz. Finalmente l'incontro tra i padri della bossa nova e il musicista che maggiormente l'aveva aiutata a diffondersi negli Stati Uniti stava per compiersi. Subito dopo il grande concerto alla Carnegie Hall i due brasiliani si incontrarono con Creed Taylor e il sassofonista per prendere accordi. La prima cosa che Jobim e Gilberto fecero fu quella di far sentire a Getz come si doveva suonare Desafinado, perché, evidentemente, non erano rimasti soddisfatti dell'interpretazione che ne era stata data in Jazz Samba.
La canzone, cantata da Gilberto in portoghese, fu inserita nel disco con un arrangiamento che riprendeva ritmicamente, grazie anche al contributo della sezione ritmica brasiliana composta da Tião Neto e da Milton Banana e della chitarra dello stesso João, quella originale del 1959. La presenza di Desafinado in questo disco fu offuscata dal successo di Garota de Ipanema e di un'altra canzone di Jobim, Corcovado, che, nella versione in inglese di Astrud Gilberto, ben presto la sostituirono nel ruolo di canzoni simbolo della bossa nova e del jazz samba.

#### Classifiche
| Paese                 | Posizione |
| --------------------- | --------- |
| UK                    | 11        |
| US Billboard Hot 100  | 15        |
| US Adult Contemporary | 4         |
| US Cash Box Top 100   | 11        |

## La canzone
Il testo è permeato di umorismo e ironia. Il protagonista è, appunto, un cantante che si rivolge alla sua amata tentando di giustificarsi di fronte alla critica di essere stonato. Da tutto il testo traspare un forse non del tutto voluto doppio senso, tra il cantante stonato e il non soddisfacente amante.
La frase più celebre è quella in cui il protagonista si giustifica dicendo che il suo modo di cantare è bossa nova, è nuovo, moderno, rivoluzionario e, come spesso capita in questi casi, incompreso. Il riferimento è al gruppetto di giovani (Ronaldo Bôscoli, Carlos Lyra, Nara Leão, Roberto Menescal, Sylvia Teles e altri) che alla fine del 1957 avevano iniziato a definirsi "quelli della bossa nova" dopo il primo spettacolo semi-dilettantistico al Centro Culturale Ebraico che aveva dato inizio al movimento e durante il quale era stata utilizzata per la prima volta l'espressione. L'utilizzo dell'espressione nella canzone non è certamente una presa in giro nei confronti del nascente movimento che Jobim considerava con simpatia, anche perché, da musicista e discografico, era consapevole del potenziale della bossa nova. Tra le altre cose le sue canzoni stavano diventendo la parte principale del repertorio dei nuovi musicisti e cantanti che stavano definendo il nuovo genere.
Il finale è un commovente appello: anche gli stonati hanno un cuore che può essere ferito. Il capolavoro dell'ironia è in quel "silenzioso" che rende ancor più risibile la posizione del rivoluzionario e incompreso cantante/amante.
Diversamente da quanto è spesso ritenuto, Newton Mendonça non è solo l'autore del testo di Desafinado e delle altre canzoni di cui è coautore insieme a Jobim. I due componevano insieme sia la musica che le parole. Mendonça non ebbe modo di assistere al successo internazionale della sua canzone. Morì infatti nel 1960.
Secondo alcuni, parte del testo di Desafinado sarebbe stato scritto da Ronaldo Bôscoli, senza che questo gli sia mai stato riconosciuto, dopo che Tom Jobim aveva autonomamente modificato la parte iniziale della musica, cosa mai confermata dagli eredi di Mendonça.

## Discografia
- João Gilberto - Desafinado / Hô-bá-lá-lá (78 giri Odeon, 1959)
- João Gilberto - Chega de saudade (LP Odeon, 1959)
- Stan Getz - Desafinado / Jazz Theme From Dr. Kildare (singolo Verve Records, 1962)
- Stan Getz & Charlie Byrd - Jazz Samba (LP Verve Records, 1962)
- Ella Fitzgerald - Desafinado (Off Key) / Stardust Bossa Nova  (singolo Verve Records 1962)
- Quincy Jones - Big Band Bossa Nova (LP Mercury Records, 1962)
- Coleman Hawkins - Desafinado - Coleman Hawkins Plays Bossa Nova & Jazz Samba (LP Impulse! Records, 1962)
- Herb Alpert & The Tijuana Brass - The Lonely Bull (LP 	A&M Records, 1962)
- Julie London - The End of the World  (LP Liberty Records, 1963)
- Antônio Carlos Jobim - The Composer of Desafinado, Plays (LP Verve Records, 1963)
- Marina Moran - Lady Bossa Nova in Italy (LP CAM, CMS 30 060, 1963)
- Stan Getz & João Gilberto - Getz/Gilberto (LP Verve Records, 1964)
- Julio Iglesias - Latinamente (LP CBS Italiana, 465374, 1989[14])
- Mimì Bertè - Mimì Bertè (CD On Sale Music, 52 OSM-010, 1996, registrazione del 1964[15])